# Buj (Hongrie)
Pour les articles homonymes, voir Buj.
Buj est un village et une commune du comitat de Szabolcs-Szatmár-Bereg en Hongrie.